# Желтобрюхий цветоед
Желтобрюхий цветоед (лат. Pachyglossa melanozantha) — певчая птица семейства цветоедовых, обитающая в Юго-Восточной Азии.
У самцов иссиня-чёрные верхняя сторона тела и большая часть груди. Середина горла и груди белые, остальная часть нижней стороны тела жёлтая. Глаза ярко красные. Самки тусклее самцов, верх тела у них оливково-бурый, бока груди оливково-серые, а брюхо тускло-оливково-жёлтое. Молодые самцы напоминают самок, но отличаются более ярким жёлтым брюхом и синим отливом на спине.
Вид широко распространён в Бангладеш, Бутане, Китае, Индии, Непале, Мьянме, Лаосе, Таиланде и Вьетнаме. Его естественными местами обитания являются субтропические или тропические влажные низменные леса и субтропические или тропические влажные горные леса.